# Glossothelepus mexicanus
Glossothelepus mexicanus är en ringmaskart som beskrevs av Anne D. Hutchings och Glasby 1986. Glossothelepus mexicanus ingår i släktet Glossothelepus och familjen Terebellidae. Inga underarter finns listade i Catalogue of Life.